# Melita Football Club
El Melita FC es un equipo de fútbol de Malta que milita en la Primera División de Malta, la segunda liga de fútbol más importante del país.

## Historia
Fue fundado el 28 de abril de 1933 en el pueblo de San Julián por Gianni Bencini, el cual fue elegido como el primer presidente del club y en solo 6 años consiguieron su primer logro, en vencer en la final de la Copa Maltesa al Sliema Wanderers FC 4-0, el cual es el único logro importante del club, ya que llegaron de nuevo a la final ante el mismo equipo, pero perdieron 2-3, cobrando revancha el Sliema Wanderers FC.
Durante los últimos años, el equipo ha vivido constantes decepciones, vagando entre el segundo y el tercer nivel del fútbol maltés, aunque su escuela de fútbol ha tenido cierto éxito con la formación de jugadores.
El club está afiliado a la Asociación de Fútbol de Malta desde el 23 de abril de 1944 y es un club amateur con las bases de un equipo profesional debido a que jugadores, entrenadores y directivos están en el club de manera voluntaria, por lo que no puede jugar a nuvel profesional debido a los estatutos y regulaciones planteados por la UEFA.
La Asociación de Fútbol de Malta le concedió al Melita FC una licencia para que pudiera jugar en la Premier League de Malta por primera vez en la temporada 2012/13, aunque solamente duraron en la máxima categoría una temporada.

## Palmarés
- Maltese Challenge League: 1

2023/24
- Primera División de Malta: 1

2011/12
- Tercera División de Malta: 1

2003/04
- Copa Maltesa: 1

1938/39

## Jugadores

### Jugadores destacados
- Michael Sultana[1]

## Entrenadores
- Leopold Drucker (1937-1940)
- Roland Sollars (1999-2001)
- Martin Gregory (2009-2012)[2]
- Patxi Salinas (2012-2013)[3]
- Jacques Scerri (2013-2014)
- Neil Zarb Cousin (2014-mayo de 2016)[4]
- Andrea Pisanu (mayo de 2016-2018)[4]
- Edmond Lufi (junio de 2018-noviembre de 2019)[5]
- Saviour Debono Grech (junio de 2020-junio de 2023)
- Clive Mizzi (julio de 2023-)